# Каталан (мікрорегіон)
Каталан (порт. Microrregião de Catalão) — мікрорегіон в Бразилії, входить в штат Гояс. Складова частина мезорегіону Південь штату Гояс. Населення становить 133 156 чоловік на 2006 рік. Займає площу 15 206,842 км². Густота населення — 8,75 чол./км².

## Склад мікрорегіону
До складу мікрорегіону включені наступні муніципалітети:
1. Аньянгуера
2. Кампу-Алегрі-ді-Гояс
3. Каталан
4. Корумбаїба
5. Кумарі
6. Давінополіс
7. Гояндіра
8. Іпамері
9. Нова-Аурора
10. Овідор
11. Трес-Раншус

| Бразилія | Це незавершена стаття з географії Бразилії. Ви можете допомогти проєкту, виправивши або дописавши її. |